# Argiope halmaherensis
Argiope halmaherensis là một loài nhện trong họ Araneidae.
Loài này thuộc chi Argiope. Argiope halmaherensis được Embrik Strand miêu tả năm 1907.